# پاشلک نیوزیلندی

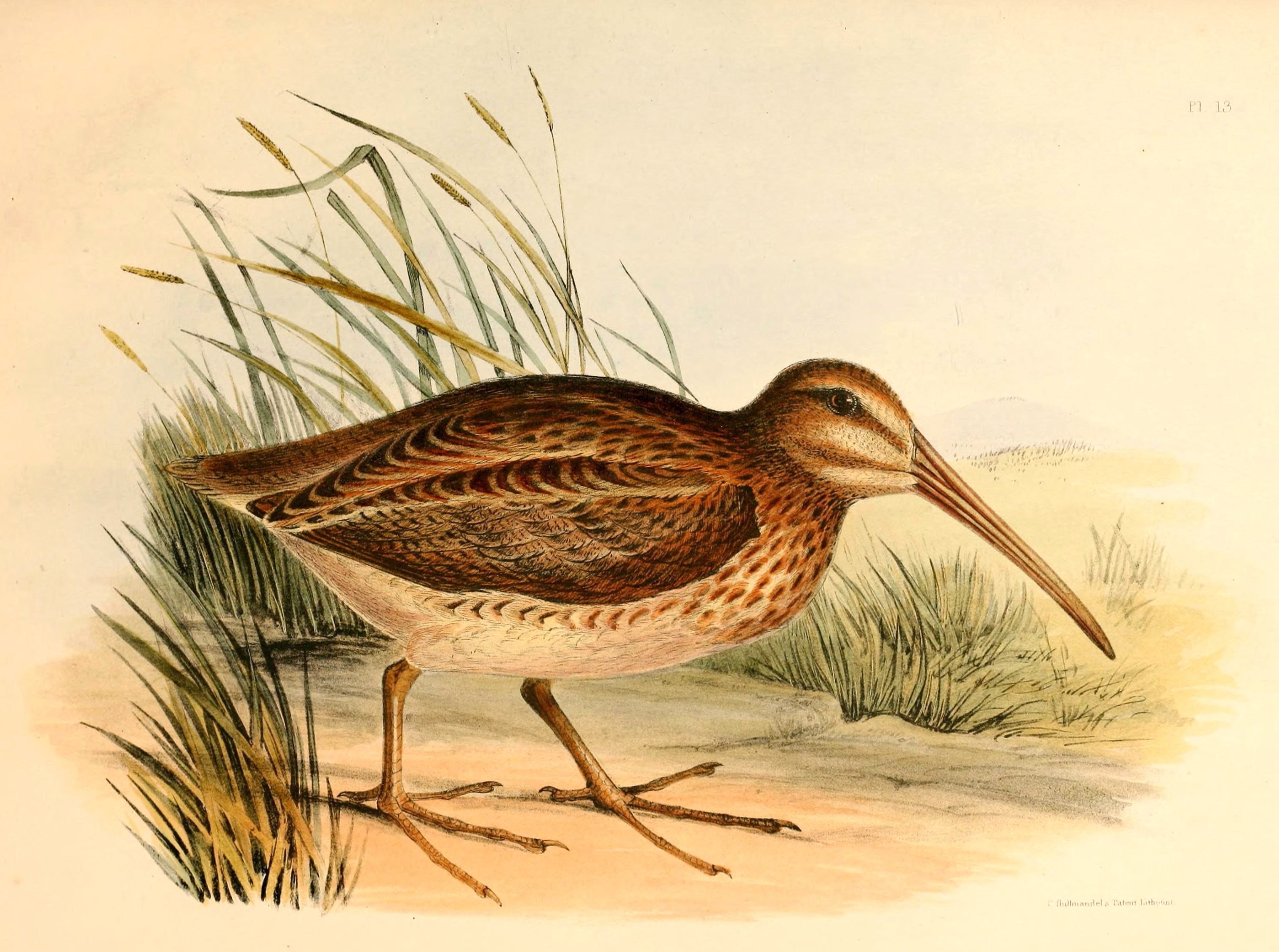
پاشلک نیوزیلندی

پاشلک نیوزیلندی (نام علمی: Coenocorypha aucklandica aucklandica) نام یک زیرگونه از تیره آبچلیک است.